# Fin Lough (Offaly) SAC
Fin Lough (Offaly) SAC este o arie protejată (arie specială de conservare — SAC, sit de importanță comunitară — SCI) din Irlanda întinsă pe o suprafață de 73,99 ha, integral pe uscat.

## Localizare
Centrul sitului Fin Lough (Offaly) SAC este situat la coordonatele 53°18′54″N 7°57′04″W / 53.314889°N 7.95118°V.

## Înființare
Situl Fin Lough (Offaly) SAC a fost declarat sit de importanță comunitară în mai 1998 pentru a proteja 2 specii de animale. Situl a fost protejat și ca arie specială de conservare în mai 2017.

## Biodiversitate
Situată în ecoregiunea atlantică, aria protejată conține 3 habitate naturale: Ape puternic oligomezotrofe cu vegetație bentonică cu Chara spp., Mlaștini oligotrofe degradate, capabile încă de regenerare naturală, Mlaștini alcaline.
La baza desemnării sitului se află mai multe specii protejate:
- păsări (1): pescăruș râzător (Larus ridibundus)
- nevertebrate (1): Vertigo geyeri

Pe lângă speciile protejate, pe teritoriul sitului au mai fost identificate 4 specii de nevertebrate.